# Devon Energy
Devon Energy Corporation er et amerikansk olie- og gasselskab, der fokuserer på olie- og gasudvinding. Virksomheden blev etableret i 1971 af John Nichols og J. Larry Nichols.